# Institut pontifical de musique sacrée
 (août 2016).
Le contenu est difficilement compréhensible vu les erreurs de traduction, qui sont peut-être dues à l'utilisation d'un logiciel de traduction automatique.
L'Institut pontifical de musique sacrée  (en latin, Pontificium Institutum musicæ sacræ)  est un organe de la Curie romaine et une institution scientifique et universitaire situé à Rome, relié avec le Saint-Siège. Il s'agit de l'un des centres les plus importants des études grégoriennes. 

## Historique

### Fondation

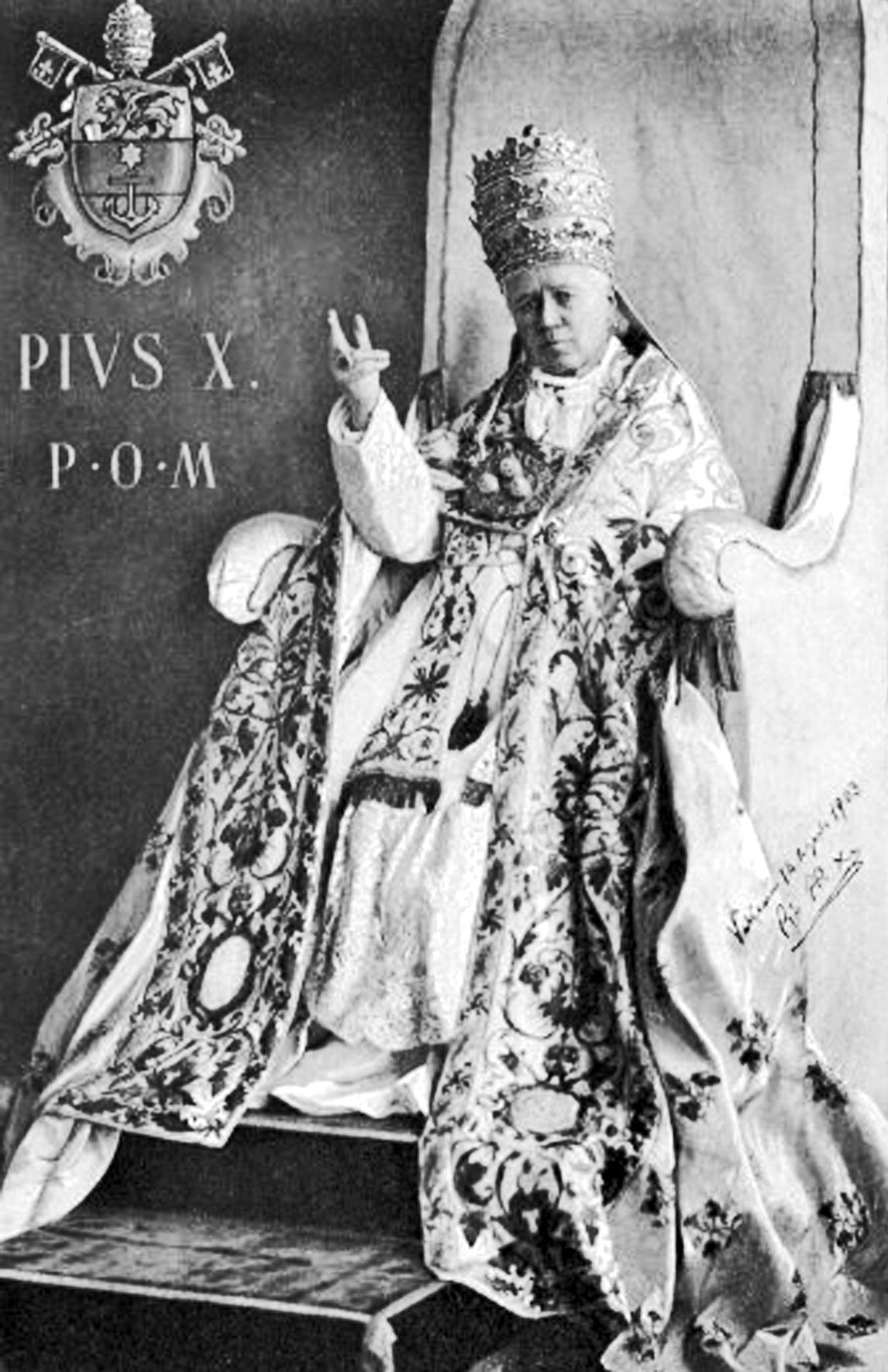
Saint Pie X, fondateur de l'institut.

Devenu le pape Pie X le 4 août 1903, Giuseppe Sarto commença sans délai à perfectionner la liturgie de l'Église, notamment en faisant éditer des livres de chant en grégorien pour l'Église universelle. Pareillement, selon l'avis d'Angelo de Santi, son ami et spécialiste de la musique liturgique, il fonda l'Institut pontifical de musique sacrée à Rome en 1910, afin de promouvoir la musique de l'Église catholique romaine ainsi que son étude. En effet, depuis son enfance, il connaissait profondément le chant grégorien, et avait déjà été nommé maître de chapelle au séminaire à Padoue durant sa dernière année des études théologiques. Après avoir créé une petite école grégorienne à Tombolo, il avait assisté en 1882 Dom Joseph Pothier de l'abbaye Saint-Pierre de Solesmes au congrès d'Arezzo pour la restauration du chant, en tant que chanoine de Trévise. 
Don de Santi devint son premier directeur, et l'institut ouvrit ses portes l'année suivante, le 3 janvier 1911, avec la dénomination École supérieure de chant grégorien et de musique sacrée,.

### Finalement Institut pontifical de musique sacrée
Le 10 juillet 1914, l'établissement devint école supérieure pontificale. Puis, le nouveau pape Pie XI rattacha l'école au Saint-Siège le 22 novembre 1922, lors de la fête de sainte Cécile.  
Le 24 mai 1931, par la constitution Deus scientiarum Dominus, l'établissement devint l'un des instituts pontificaux, équivalent d'autres universités pontificales, à la place de la haute école auparavant. En conséquence, grâce à cette autorisation de Pie XI, l'institut peut octroyer dorénavant tous les diplômes académiques y compris le doctorat.
Pendant plusieurs années au cours des deux premières décennies du XXe siècle, l'administrateur de l'Institut pontifical a été le prêtre espagnol Alfonso Luna Sánchez, décédé à Rome le 3 avril 2020 à la résidence des Frères de La Salle.

### Évolution des études grégoriennes
À la suite du décès inattendu de dom Pierre Thomas, professeur du chant grégorien, à Rome en décembre 1951, le directeur de l'institut Mgr Anglès nomma dom Eugène Cardine de l'abbaye Saint-Pierre de Solesmes l'année suivante. L'abbé de Solesmes dom Germain Cozien accepta cette nomination à condition que dom Cardine puisse retourner à l'abbaye aux périodes de vacances universitaires, soit trois fois par an aux frais du Vatican, afin de continuer le projet de l'édition critique du graduel. Aussi dom Cardine pouvait-il profiter de précieux matériaux et manuscrits de Solesmes, en faveur de ses enseignements à la ville éternelle. 
Les tâches à étudier dans ce domaine étaient si nombreuses que ce professeur n'hésitait pas à répartir, mais proprement, ses études avec ses élèves. Dès le milieu des années 1950, l'institut pontifical de musique sacrée devint un autre centre des études grégoriennes. Avec des découverts scientifiques et sémiologiques, un nombre considérable de thèses de doctorat y furent achevées. De nos jours, la rédaction de nouvelle édition vaticane du graduel, Graduale novum, est effectuée par des anciens élèves de dom Cardine, sous direction de dom Johannes Berchmans Göschl (de), l'un de ses disciples.

### Auprès de l'abbaye Saint-Jérôme in Urbe
En 1983, le pape Jean-Paul II attribua l'abbaye Saint-Jérôme in Urbe, édifiée en 1933 par le pape Pie XI, à l'institut. En effet, auparavant cet établissement avait été occupé par les membres de l'ancienne commission de la Vulgate. Le pape bénit son orgue lors de la célébration de vêpres le 21 novembre 1984 selon la tradition, à savoir vigiles de la fête de sainte Cécile de Rome, patronne des musiciens ainsi que des organistes. Un an plus tard, le 21 novembre 1985, l'établissement fut formellement transféré à cette abbaye.

### Centenaire et lettre du pape Benoît XVI
Le 13 mai 2011, afin de célébrer le centenaire de l'Institut pontificale de musique sacrée, le pape Benoît XVI dénonça une lettre pontificale destinée au grand chancelier de l'institut, cardinal Zenon Grocholewski [lire en ligne]. Grand amateur et défenseur de la musique liturgique, le cardinal Ratzinger fréquentait, à vrai dire, cette institution depuis si longtemps. Notamment, il était l'un de principaux invités, lors du 75e anniversaire de cet établissement, célébration tenue le 8 novembre 1986.  
Dans cette lettre, Benoît XVI résumait son importance en citant la création de l'institut et le développement achevé durant ces cent ans. Fondé d'après l'intention du pape Pie X pour la liturgie de l'Église universelle, l'institut assimila et contribua, soulignait-il, non seulement à l'évolution des études de la musique liturgique mais aussi à l'élaboration des contenus doctrinaux et pastoraux des documents pontificaux. Benoît XVI répartissait encore l'idée principale de Pie X : « continuité substantielle du magistère sur la musique sacrée dans la liturgie. »  Il traduisit délicatement et soigneusement les trois vertus définis par ce saint pape : le sens de la prière, de la dignité et de la beauté, au lieu de ceux de Pie X, à savoir de la sainteté, de la vérité de l'art et de l'universalité. Avec ce « pain quotidien », l'Église, authentique et véritable sujet de la liturgie, a toujours besoin de cette institution en tant que principale organisation, car « la tradition est une réalité vivante, et inclut donc en elle le principe du développement, du progrès. » Pour conclure, le pape soulignait à nouveau sa fonction en tant qu'établissement de formation, fonction depuis sa fondation, mais plus adapté à cette époque, y compris celle des fidèles laïcs.  
Par ailleurs, Benoît XVI précisa dans ce discours que le siège légal de l'institut reste toujours au palais de Saint-Apollinaire.

## Listes de directeurs, d'enseignants et d'élèves

### Directeur
Depuis sa fondation, neuf directeurs se succédèrent. Si l'institut enseigne également la polyphonie ainsi que l'orgue, les spécialistes du chant grégorien furent toujours nommés en tant que directeur, jusqu'à la fin du XXe siècle.
1. Angelo de Santi (1910 - † 1922) : jésuite et spécialiste de la musique liturgique ; père de la naissance de l'institut donc cofondateur
2. Paolo Ferretti (1922 - † 1938) : moine bénédictin et musicologue, surtout spécialiste du chant grégorien,
3. Gregorio Maria Sunõl (1938 - † 1946) : moine bénédictin de Montserrat, également musicologue du chant grégorien
4. Higinio Anglés (1947 - † 1969) : musicologue espagnol ; en 1948, il fit lancer l'édition critique du graduel, en collaboration avec l'abbaye Saint-Pierre de Solesmes
5. Ferdinand Haberl (1970 - 1981) : spécialiste de musique sacrée dont chant grégorien ; de 1939 à 1970, directeur de la Haute École de musique sacrée de Ratisbonne,
6. Johannes Overath (1982 - 1988 - † 2002) : chanoine de Cologne ; premier président de la Consociatio Internationalis Musicæ Sacræ créée en 1963 par le pape Paul VI (dès 1988, président d'honneur)
7. Giacomo Baroffio (1988 - 1995) : bénédictin ; spécialiste de la théologie et de la musique liturgique médiévale dont les chants grégoriens, chant ambrosien,
8. Valentí Miserachs Grau (1995 - 2012) : professeur espagnol de la composition et de la polyphonie auprès de cet institut ; chevalier de la Légion d'honneur en 2011
9. Vincenzo de Gregorio (2012 - ) : organiste ; ancien directeur du Conservatoire San Pietro a Majella de Naples

### Enseignant

#### Chant grégorien
- Pierre Thomas (1948 - † 1951) : jusqu'en 1948, maître de chœur de l'abbaye Saint-Maurice-et-Saint-Maur à Clervaux[a 1]
- Eugène Cardine (1952 - † 1984) : moine de l'abbaye Saint-Pierre de Solesmes ; surtout spécialiste des neumes anciens[4]
- Antonino Albarosa ( - ) : disciple de dom Cardine ; l'un des fondateurs de l'Association internationale pour l'étude du chant grégorien ; docteur honoris causa de l'institut en 2008[22]
- Daniel Saulnier ( - ) : moine de l'abbaye Saint-Pierre de Solesmes[23],[24] ; docteur en musicologie médiévale
- Franz Karl Prassl ( - ) : théologien autrichien, musicologue grégorien

#### Chœur
- Walter Marzilli (actuel) : ancien élève ; également directeur actuel du chœur de l'institut ainsi que celui de l'ensemble Octoclaves, l'un des chœurs officiels de la chapelle Sixtine[25]

#### Liturgie
- Massimo Palombella ( - ) : docteur en théologie ; ancien élève de Valentí Miserachs Grau ; actuellement maître du chœur de la chapelle Sixtine[26] (présentation de Deutsch Grammophon en septembre 2015)

### Étudiant

#### France
- Alexandre Lesbordes[27] (1912 - † 1969) : étudiant d'orgue ; organiste, maître de chapelle, compositeur des Sanctuaires de Lourdes[28]
- Marie-Claire Billecocq : étudiant du chant grégorien ; spécialiste des neumes du manuscrit Laon 239

#### D'autres pays
- Claude Thompson (1927 - † 2013) : en 1970 doctorat ; prêtre, musicologue
- Francisco José Carbonell Matarredona (1985) : en 2012 étudiant ordinaire dans le cours principal de composition